# Sven Andersson (konstnär, född 1913)
Sven Ragnar William Andersson, född 3 april 1913 i Kalmar, död där 22 februari 1976, var en svensk konstnär.
Han var son till järnvägstjänstemannen Johan Peter Andersson och Edla Lindkvist och från 1945 gift med Britt-Marie Pettersson. Andersson bedrev först självstudier inom konst och fick efter kontakt med Edvin Lindholm-Houge viss vägledning i olika arbetstekniker. Separat ställde han ut i Kalmar 1947 och han medverkade i samlingsutställningar i Vetlanda och Kalmar ett flertal gånger. Hans konst består av landskapsmålningar med motiv från Öland och Kalmar. Han använde signaturen Svenand. Makarna Andersson är begravda på Skogskyrkogården i Kalmar.